# Бертоальд (герцог саксов)

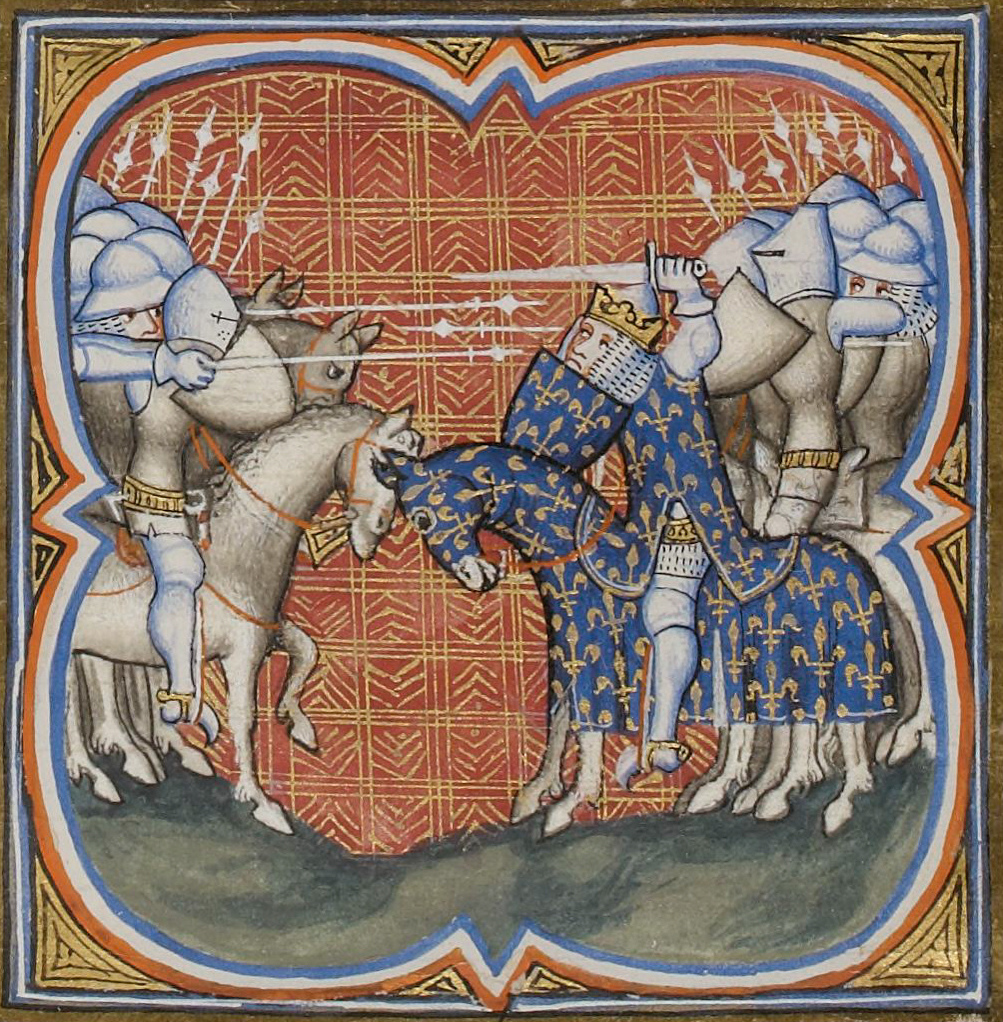
Сражение Хлотаря II с саксами.
Большие французские хроники (миниатюра из экземпляра Карла V)

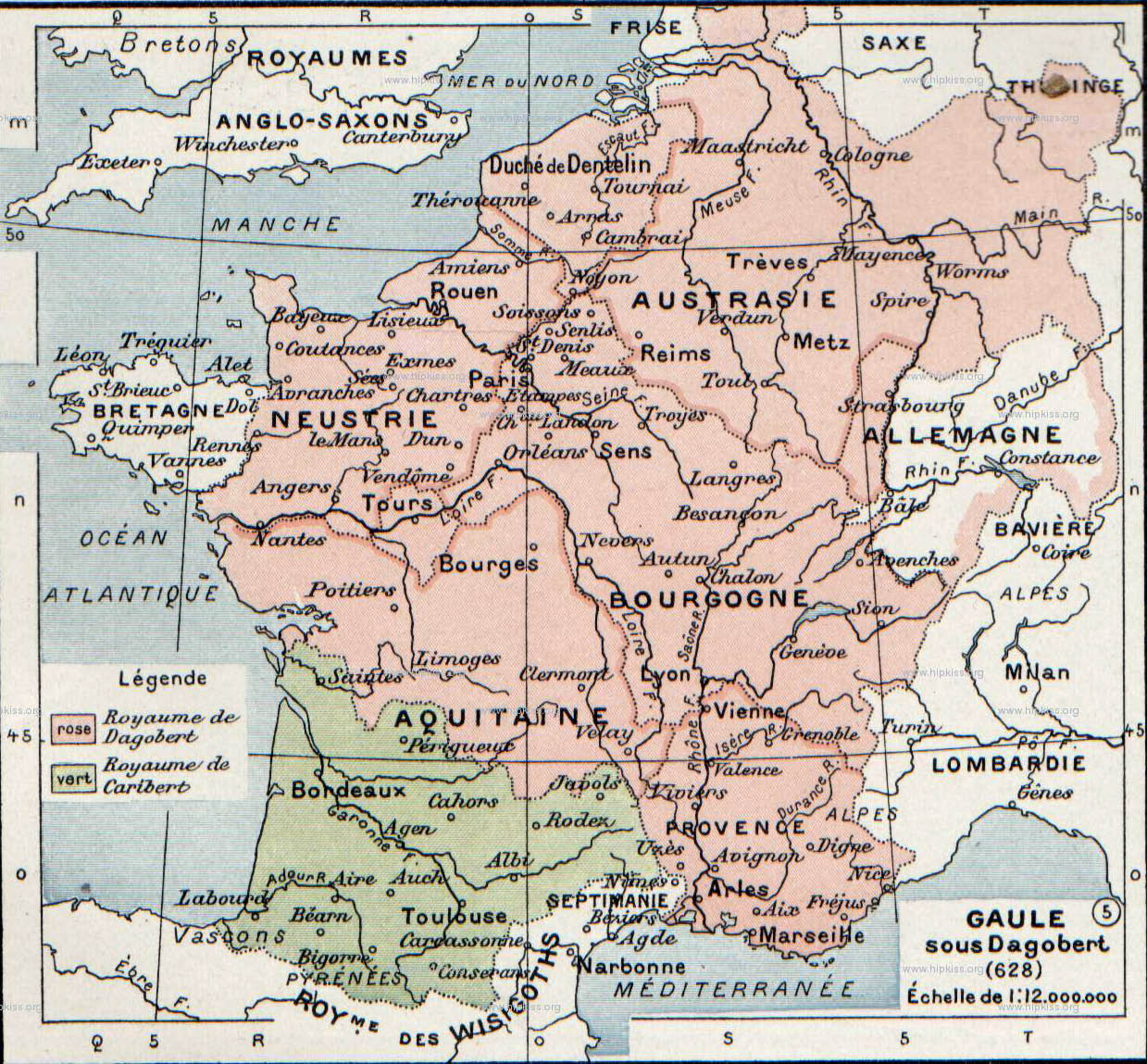
Франкское государство в 628 году

Бертоальд (Бертольд; лат. Bertoaldus, Bertoldus, нем. Berthoald; погиб в 620-х годах) — герцог саксов в первой трети VII века, возглавивший мятеж против правителей Франкского государства из династии Меровингов.

## Биография
Основными историческими источниками о Бертоальде являются «Книга истории франков» и «Деяния Дагоберта». Первый из этих источников составлен в 720-х — 730-х годах, второй датируется 830-ми годами. О событиях, связанных с правлением Бертоальда, также упоминается в «Житии Фарона», написанном в 869 году епископом Мо Хильдегарием, в хронике Регино Прюмского, созданной в начале X века, в «Истории франков» Аймоина из Флёри, составленной на рубеже X—XI веков, и в некоторых других средневековых хрониках.
О происхождении Бертоальда достоверных сведений в исторических источниках не сохранилось. В трудах некоторых историков Позднего Средневековья и Нового времени Бертоальду приписывалось фризское происхождение. Якобы, он был королём Фризии, после брака с наследницей правителя саксов получившим в управление и земли Саксонии. Его сыном эти авторы называли Альдгисла. Однако эти утверждения уже в XIX веке были признаны недостоверными.
По свидетельству средневековых источников, Бертоальд был герцогом саксов (лат. dux Saxonum) во времена королей-Меровингов Хлотаря II и Дагоберта I. Когда Бертоальд получил власть над саксами и какие как правитель имел полномочия, не известно. Предыдущим правителем саксов с титулом «dux» был упоминаемый Адамом Бременским Хадугато, современник автразийского короля Теодориха I. Предполагается, что Бертоальд принадлежал к высшим слоям саксонской знати. О том, признавал ли он над собой верховную власть франкских монархов до возглавленного им восстания, существуют разные мнения: он мог или быть к тому времени вассалом Меровингов, или после восхождения Дагоберта на австразийский престол отказаться принести тому клятву верности.
Через некоторое время после того как Хлотарь II в 622 году возвёл своего сына Дагоберта I в королевский сан, поручив тому правление Австразией, в Саксонии началось восстание, возглавленное Бертоальдом. Это произошло в 620-х годах: по одним данным, уже в 622 или 623 году, по другим — только в 627 году. О причинах, давших повод к антифранкскому выступлению, в средневековых источниках ничего не сообщается. Предполагается, что саксонская знать могла быть недовольна данью в 500 коров, наложенной на неё правителями Франкского государства.
Мятеж начался в апреле с нападения саксов на приграничные с их землями укрепления франков. Возможно, восстание охватило не только Саксонию, но и соседние с ней земли, так как в «Книге истории франков» упоминается, что в войске Бертоальда были не только саксы, но и другие «многие народности». В ответ Дагоберт собрал большую армию и совершил поход против мятежников. Переправившись с войском на правый берег Рейна, он вступил в сражение с саксами, но потерпел поражение. В бою австразийский правитель был ранен, получив сильный удар по шлему.
Отступив с остатками армии к Везеру, Дагоберт I обратился за помощью к отцу. Тот в то время собирал войско в Арденнских горах и сразу же двинулся в Саксонию. Несмотря на то, что саксы находились на противоположном от франков берегу реки, Бертоальд не воспрепятствовал соединению двух армий. Хотя саксы слышали, как войско Дагоберта приветствовало криками подошедших им на помощь воинов, Бертоальд, считая Хлотаря II уже скончавшимся, не поверил сообщениям о том, что против него пошёл войной и отец короля Дагоберта. Он узнал, что тот жив, только тогда, когда король лично приехал на берег Везера и показал саксам свои длинные волосы, отличительную черту монархов из рода Меровингов. Увидев короля, Бертоальд стал насмехаться над правителем франков. Воспылавший гневом Хлотарь II лишь с немногочисленной свитой переплыл на коне через реку и вступил в поединок с саксонским герцогом. В конце концов из-за своей лучшей вооружённости победу одержал правитель франков: он обезглавил Бертоальда и насадил его голову на копьё. Затем в бой против саксов вступило и уже переправившееся через Везер войско франков во главе с Дагобертом. В сражении саксы потерпели сокрушительное поражение. Вслед за тем вся Саксония подверглась разорению, а множество саксов мужского пола были казнены. По свидетельству анонимного автора «Книги истории франков», «установив порядок в этом краю», короли франков возвратились с войском в Австразию. В написанном Хильдегарием житии Фарона упоминается, что святой заступился перед Хлотарем II за послов саксов. Однако при каких обстоятельствах и с какими целями было отправлено это посольство, из текста сочинения епископа Мо не ясно.
Епископ Хильдегарий писал, что и в его время (то есть в середине IX века) среди франков были живы воспоминания о победе королей Хлотаря II и Дагоберта I над герцогом Бертоальдом. В «Житии Фарона» он привёл начало и конец песни «Farolied»:

«Будем петь о Хлотаре, короле франков, который отправился воевать с племенем Саксов, как плохо пришлось бы послам саксов, если бы не было прославленного Фарона из племени бургундов». 
 
 «Когда пришли послы саксов в землю франков, где князем был Фарон (из племени бургундов?), по божественному наитию прошли они через город Мельдов, чтобы не быть убитыми королём франков».
Оригинальный текст (лат.)«De Chlotario est canere rege Francorum, 
 Qui ivit pugnare in gentem Saxonum, 
 Quam praviter provceisset missis Saxonum, 
 Si non fuisset inclytus Faro de gente Burgundionum». 
   
 «Quando veniunt missi Saxonum in terram Francorum, 
 Faro ubi erat princeps (de gente Burgundionum?) 
 Instinctu Dei transeunt per urbem Meldorum, 
 Ne interficiantur a Rege Francorum».

По мнению части историков — это одно из наиболее ранних героических сочинений, созданных в народной среде Франкского государства. Другие же исследователи считают, что автором поэтических строк «Farolied» был сам епископ Хильдегарий, таким образом желавший ещё больше прославить как святого Фарона, так и возглавляемую им епархию.
Приблизительно через десять лет после сражения на Везере король Дагоберт I отменил наложенную на саксов дань скотом, в обмен на охрану теми восточной границы Франкского государства. Кто стал преемником Бертоальда в должности правителя саксов, в источниках не сообщается. Следующим известным герцогом Саксонии был Теодорих, упоминающийся в 740-х годах.